# مارك أنتوني كاي
مارك أنتوني كاي (2 ديسمبر 1994 بتورونتو في كندا - ) هو لاعب كرة قدم كندي في مركز الهجوم. شارك مع منتخب كندا لكرة القدم. أما مع النوادي، فقد لعب مع نادي لوس أنجلوس ولويسفيل سيتي وToronto FC II ‏ وWilmington Hammerheads FC ‏ وToronto FC Academy ‏.

## وصلات خارجية
- مارك أنتوني كاي على موقع الدوري الأمريكي (الإنجليزية)
- مارك أنتوني كاي على موقع قاعدة بيانات كرة القدم.إي يو (الإنجليزية)
- مارك أنتوني كاي على موقع ناشيونال فوتبول تيمز (الإنجليزية)
- مارك أنتوني كاي على موقع Soccerbase.com (لاعب) (الإنجليزية)
- مارك أنتوني كاي على موقع Soccerway.com (الإنجليزية)
- مارك أنتوني كاي على موقع عالم كرة القدم.نت (الإنجليزية)